# أبو حيان التيمي
يحيى بن سعيد بن حيان بن سحيم، أبو حيان التيمي, الكوفي، من رواة الحديث الثقات، وكان من المتهجدين بالليل الطويل، قال العجلي: ثقة مبرز صاحب سُنة، تُوفي سَنَةَ خمس وأربعين ومائة.

## روايته للحديث النبوي
- روى عن: أبيه سعيد بن حيان التيمي، والضحاك ابن المنذر خال المنذر بن جرير، وعامر الشعبي، وعباية بن رفاعة بن رافع بن خديج، وعكرمة مولى ابن عباس، ومجمع بن عتاب بن شمير الضبي، والمنذر بن جرير، على خلاف فيه، وعمه يزيد بن حيان التيمي، وأبي زرعة بن عمرو بن جرير.
- روى عنه: إبراهيم بن عيينة، وإسماعيل بن علية، وأيوب السختياني ومات قبله، وجرير بن عبد الحميد، والحسن بن صالح بن حي، وأبو أسامة حماد ابن أسامة، وحماد بن سلمة، وخالد بن عبد الله الواسطي، وسفيان الثوري، وسليمان الأعمش وهو من أقرانه، وشعبة بن الحجاج، وعبد الله بن إدريس، وعبد الله بن المبارك، وعبد الله بن نمير، وعبد الرحيم ابن سليمان، وعلي بن مسهر، وعمرو بن أبي قيس الرازي، وعيسى بن يونس، ومحمد بن بشر العبدي، وأبو همام محمد بن الزبرقان، ومحمد بن عبيد الطنافسي، ومحمد بن فضيل بن غزوان، والمختار بن نافع، ومروان بن معاوية الفزاري، وهشيم بن بشير، والوليد بن القاسم بن الوليد الهمداني، ووهيب بن خالد، ويحيى بن سعيد القطان، ويحيى بن عبد الملك بن أبي غنية، ويزيد بن زريع، ويعلى بن عبيد الطنافسي، وأبو شهاب الحناط.[4][5]

## أقوال العلماء فيه
الجرح والتعديل
- قال أبو حاتم الرازي : صالح
- قال أبو حاتم بن حبان البستي : كان من المتهجدين.
- قال أحمد بن حنبل : من خيار عباد الله.
- قال أحمد بن شعيب النسائي : ثقة ثبت.
- قال أحمد بن صالح الجيلي : ثقة صالح، مبرز، صاحب سنة.
- قال ابن حجر العسقلاني : ثقة عابد..
- قال الذهبي : إمام ثبت
- قال سفيان الثوري : يعظمه ويوثقه..
- قال عمرو بن علي الفلاس : ثقة.
- قال محمد بن فضيل الضبي : صدوق.
- قال مسلم بن الحجاج النيسابوري : من خيار الناس.
- قال يحيى بن معين : ثقة.
- قال يعقوب بن سفيان الفسوي : ثقة مأمون.